# Trenčín (região)
Trenčín ou Trencin (eslovaco: Trenčiansky kraj) é uma região (kraj) da Eslováquia, sua capital é a cidade de Trenčín.

## Demografia
| Ano:        | 1994    | 2004    | 2014    | 2024    |
| ----------- | ------- | ------- | ------- | ------- |
| Broj ljudi: | 608 990 | 601 392 | 591 233 | 565 572 |
| Razlika:    |         | -1,24%  | -1,68%  | -4,34%  |

| Ano:               | 2023    | 2024    |
| ------------------ | ------- | ------- |
| Número de pessoas: | 568 102 | 565 572 |
| Diferença:         |         | -0,44%  |

## Distritos
A região de Trenčín está dividida em 9 distritos (eslovaco: okresy) e 274 municípios (obce):
|                                                                              |                                                    |
| - Bánovce nad Bebravou - Ilava - Myjava - Nové Mesto nad Váhom - Partizánske | - Považská Bystrica - Prievidza - Púchov - Trenčín |